# Corbigny
Pour les articles homonymes, voir Corbigny (homonymie).
Corbigny est une commune française peuplée d'environ 1 287 habitants, située dans le département de la Nièvre en région Bourgogne-Franche-Comté. Ses habitants sont appelés les Corbigeois.

## Géographie

Carte de la Nièvre.

La commune est située aux portes du Morvan et du parc naturel régional à la limite du Nivernais et du Morvan.

### Hydrographie
La commune est traversée par l'Anguison, affluent de l'Yonne. Elle se trouve dans une région de collines aux formes arrondies et le territoire de la commune est situé à une altitude comprise entre 182 et 275 mètres.

### Climat
Pour des articles plus généraux, voir Climat de la Bourgogne-Franche-Comté et Climat de la Nièvre.
En 2010, le climat de la commune est de type climat océanique dégradé des plaines du Centre et du Nord, selon une étude du Centre national de la recherche scientifique s'appuyant sur une série de données couvrant la période 1971-2000. En 2020, Météo-France publie une typologie des climats de la France métropolitaine dans laquelle la commune est exposée à un climat océanique altéré et est dans la région climatique  Centre et contreforts nord du Massif Central, caractérisée par un air sec en été et un bon ensoleillement. 
Pour la période 1971-2000, la température annuelle moyenne est de 11,2 °C, avec une amplitude thermique annuelle de 16 °C. Le cumul annuel moyen de précipitations est de 869 mm, avec 12,4 jours de précipitations en janvier et 8 jours en juillet. Pour la période 1991-2020, la température moyenne annuelle observée sur la station météorologique de Météo-France la plus proche, « Lormes_sapc », sur la commune de Lormes à 11 km à vol d'oiseau, est de 11,2 °C et le cumul annuel moyen de précipitations est de 1 071,3 mm. 
La température maximale relevée sur cette station est de 40,7 °C, atteinte le 25 juillet 2019 ; la température minimale est de −18,1 °C, atteinte le 12 janvier 1987,,. 
Les paramètres climatiques de la commune ont été estimés pour le milieu du siècle (2041-2070) selon différents scénarios d'émission de gaz à effet de serre à partir des nouvelles projections climatiques de référence DRIAS-2020. Ils sont consultables sur un site dédié publié par Météo-France en novembre 2022.

## Urbanisme

### Typologie
Au 1er janvier 2024, Corbigny est catégorisée bourg rural, selon la nouvelle grille communale de densité à sept niveaux définie par l'Insee en 2022.
Elle est située hors unité urbaine et hors attraction des villes,.

### Occupation des sols
L'occupation des sols de la commune, telle qu'elle ressort de la base de données européenne d’occupation biophysique des sols Corine Land Cover (CLC), est marquée par l'importance des territoires agricoles (77 % en 2018), une proportion sensiblement équivalente à celle de 1990 (77,6 %). La répartition détaillée en 2018 est la suivante : 
prairies (59,9 %), forêts (15,8 %), terres arables (9,1 %), zones agricoles hétérogènes (7,9 %), zones urbanisées (7,3 %). L'évolution de l’occupation des sols de la commune et de ses infrastructures peut être observée sur les différentes représentations cartographiques du territoire : la carte de Cassini (XVIIIe siècle), la carte d'état-major (1820-1866) et les cartes ou photos aériennes de l'IGN pour la période actuelle (1950 à aujourd'hui).

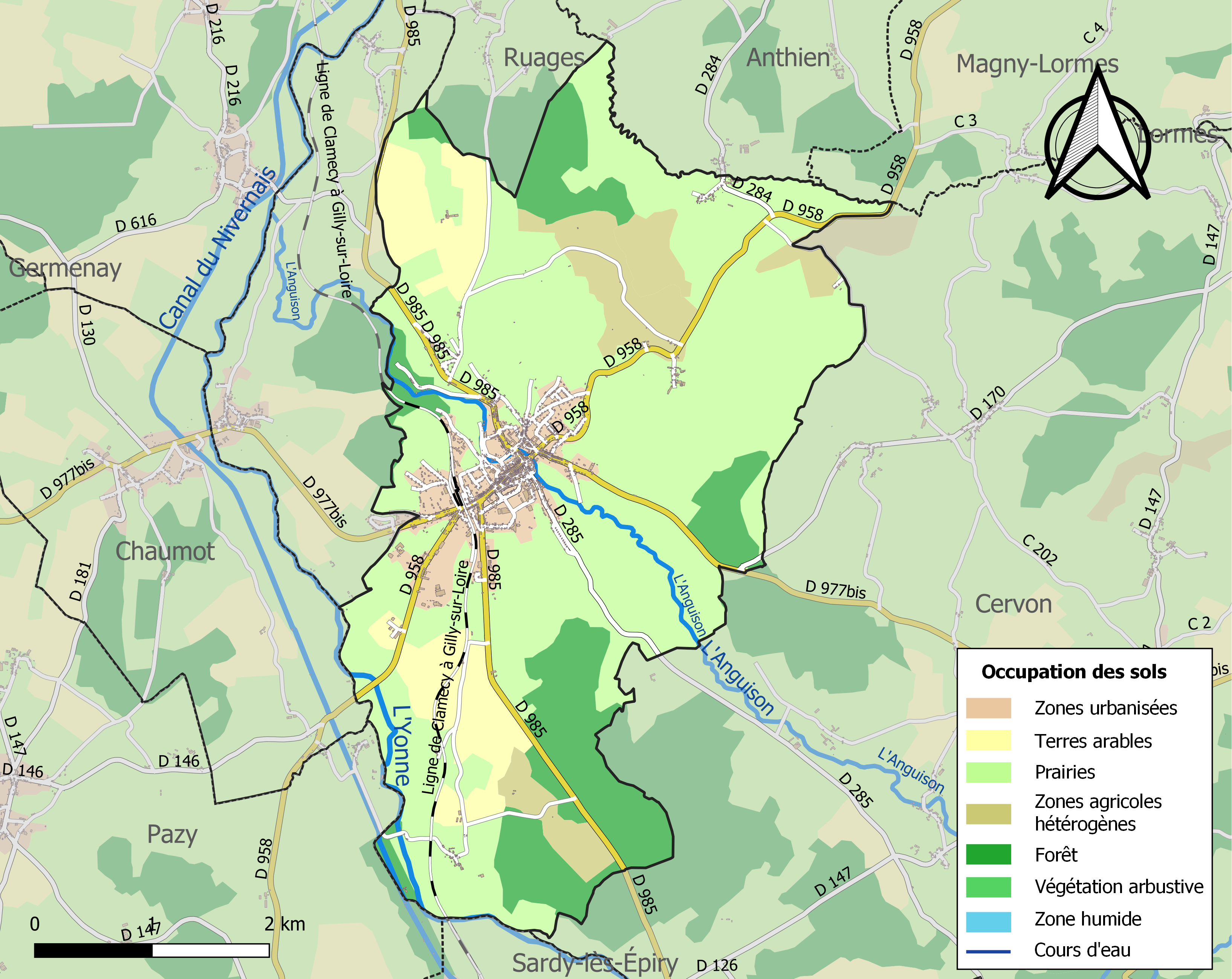
Carte des infrastructures et de l'occupation des sols de la commune en 2018 (CLC).

## Histoire
Corbigny était autrefois l'une des premières étapes pour les pèlerins partis de Vézelay à destination de Saint-Jacques-de-Compostelle. Ils honoraient dans ce bourg les reliques locales, fort controversées, de saint Léonard. Corbigny fut chef-lieu de district de 1790 à 1795. De nos jours, Corbigny est resté un bourg attractif dans un environnement rural lentement dépeuplé.
L'histoire de Corbigny a été étudiée par l'abbé Marillier qui a écrit un livre sur ce sujet : Corbigny, Paris, Champion, 1887.

## Politique et administration

### Liste des maires
| Période                                  | Période                 | Identité                            | Étiquette | Qualité                                  |
| ---------------------------------------- | ----------------------- | ----------------------------------- | --------- | ---------------------------------------- |
| 2014                                     | En cours (au juin 2023) | Maryse Peltier (d)                  | DVD       | Retraitée                                |
| 1995                                     | 2014                    | Jean-Paul Magnon (d)                | PS        | Conseiller général et médecin            |
| 1987                                     | 1995                    | Robert Mathieu                      |           |                                          |
| 1977                                     | 1986                    | Noël Berrier                        | PS        | Médecin sénateur de 1975 à 1986          |
| 1953                                     | 1977                    | Gaston Havoué                       |           |                                          |
| 1947                                     | 1953                    | Eugène Vincent                      |           | Agent voyer                              |
| 1945                                     | 1947                    | Camille Régnier                     |           | Vétérinaire                              |
| 1944                                     | 1945                    | M. Praslon                          |           | Notaire                                  |
| 1933                                     | 1944                    | Raoul Naudin                        |           | Député                                   |
| 1908                                     | 1933                    | François Gay                        |           | Sénateur et président du conseil général |
| 1893                                     | 1908                    | Louis-Edouard-Gaston Billiard       |           | Conseiller général et médecin            |
| 1889                                     |                         | Victor Jardé                        |           | Pharmacien                               |
| 1884                                     | 1888                    | Henri Boulet                        |           |                                          |
| 1879                                     | 1883                    | Jean-Baptiste-Joseph Petit          |           |                                          |
| 1878                                     |                         | Jean Pichot                         |           |                                          |
| 1875                                     |                         | Auguste Guénot-Magnan               |           |                                          |
| 1874                                     |                         | Jean-Baptiste-Edme Parny            |           |                                          |
| 1871                                     |                         | Pierre Harand                       |           |                                          |
| 1860                                     |                         | Jean-Baptiste-Edme Parny            |           | Notaire                                  |
| 1856                                     |                         | François Chaix                      |           |                                          |
| 1852                                     |                         | Hubert-François Chouet              |           |                                          |
| 1851                                     | 1852                    | Henri Richard                       |           |                                          |
| 1848                                     |                         | Hubert-François Chouet              |           |                                          |
| 1840                                     | 1848                    | Pierre-Louis-Henri Coppin           |           | Notaire                                  |
| 1830                                     |                         | François-Benoît de Bèze             |           |                                          |
| 1822                                     |                         | Guillaume-François Guénot-Laforêt   |           |                                          |
| 1815                                     |                         | Germain Guénot-Pernin               |           |                                          |
| 1815                                     |                         | François-Benoît de Bèze             |           |                                          |
| 1811                                     |                         | François Pannetrat                  |           |                                          |
| 1802                                     | 1811                    | François-Germain Sigismond de Talon |           |                                          |
| 1796                                     | 1802                    | Sébastien Gudin                     |           |                                          |
| 1795                                     |                         | Jean-François Héreau                |           | Notaire                                  |
| 1794                                     |                         | Cailcot                             |           |                                          |
| 1793                                     | 1794                    | Guillaume-François Guénot           |           |                                          |
| 1791                                     |                         | Léonard Guillien                    |           | Chirurgien                               |
| Les données manquantes sont à compléter. |                         |                                     |           |                                          |

## Démographie
L'évolution du nombre d'habitants est connue à travers les recensements de la population effectués dans la commune depuis 1793. Pour les communes de moins de 10 000 habitants, une enquête de recensement portant sur toute la population est réalisée tous les cinq ans, les populations de référence des années intermédiaires étant quant à elles estimées par interpolation ou extrapolation. Pour la commune, le premier recensement exhaustif entrant dans le cadre du nouveau dispositif a été réalisé en 2006.

En 2022, la commune comptait 1 330 habitants, en évolution de −11,21 % par rapport à 2016 (Nièvre : −3,28 %, France hors Mayotte : +2,11 %).
| 1793  | 1800  | 1806  | 1821  | 1831  | 1836  | 1841  | 1846  | 1851  |
| ----- | ----- | ----- | ----- | ----- | ----- | ----- | ----- | ----- |
| 2 201 | 2 315 | 2 731 | 2 086 | 2 077 | 1 970 | 2 124 | 2 161 | 2 053 |

| 1856  | 1861  | 1866  | 1872  | 1876  | 1881  | 1886  | 1891  | 1896  |
| ----- | ----- | ----- | ----- | ----- | ----- | ----- | ----- | ----- |
| 1 975 | 2 054 | 2 099 | 1 996 | 2 121 | 2 243 | 2 385 | 2 362 | 2 373 |

| 1901  | 1906  | 1911  | 1921  | 1926  | 1931  | 1936  | 1946  | 1954  |
| ----- | ----- | ----- | ----- | ----- | ----- | ----- | ----- | ----- |
| 2 490 | 2 435 | 2 596 | 2 340 | 2 388 | 2 305 | 2 354 | 2 294 | 2 165 |

| 1962  | 1968  | 1975  | 1982  | 1990  | 1999  | 2006  | 2011  | 2016  |
| ----- | ----- | ----- | ----- | ----- | ----- | ----- | ----- | ----- |
| 1 985 | 2 005 | 2 253 | 1 997 | 1 802 | 1 709 | 1 681 | 1 576 | 1 498 |

| 2021  | 2022  | - | - | - | - | - | - | - |
| ----- | ----- | - | - | - | - | - | - | - |
| 1 363 | 1 330 | - | - | - | - | - | - | - |

En 2016 24,3 % de la population a moins de trente ans, 30,3 % entre 30 et 59 ans et 45,5 % a 60 ans et plus.

## Logement
Il existe, en 2016, 1 096 logements dans la commune dont 787 résidences principales, 119 résidences secondaires et 210 logements vacants. 461 occupants sont propriétaires de leur résidence principale et 287 sont locataires. 

## Économie

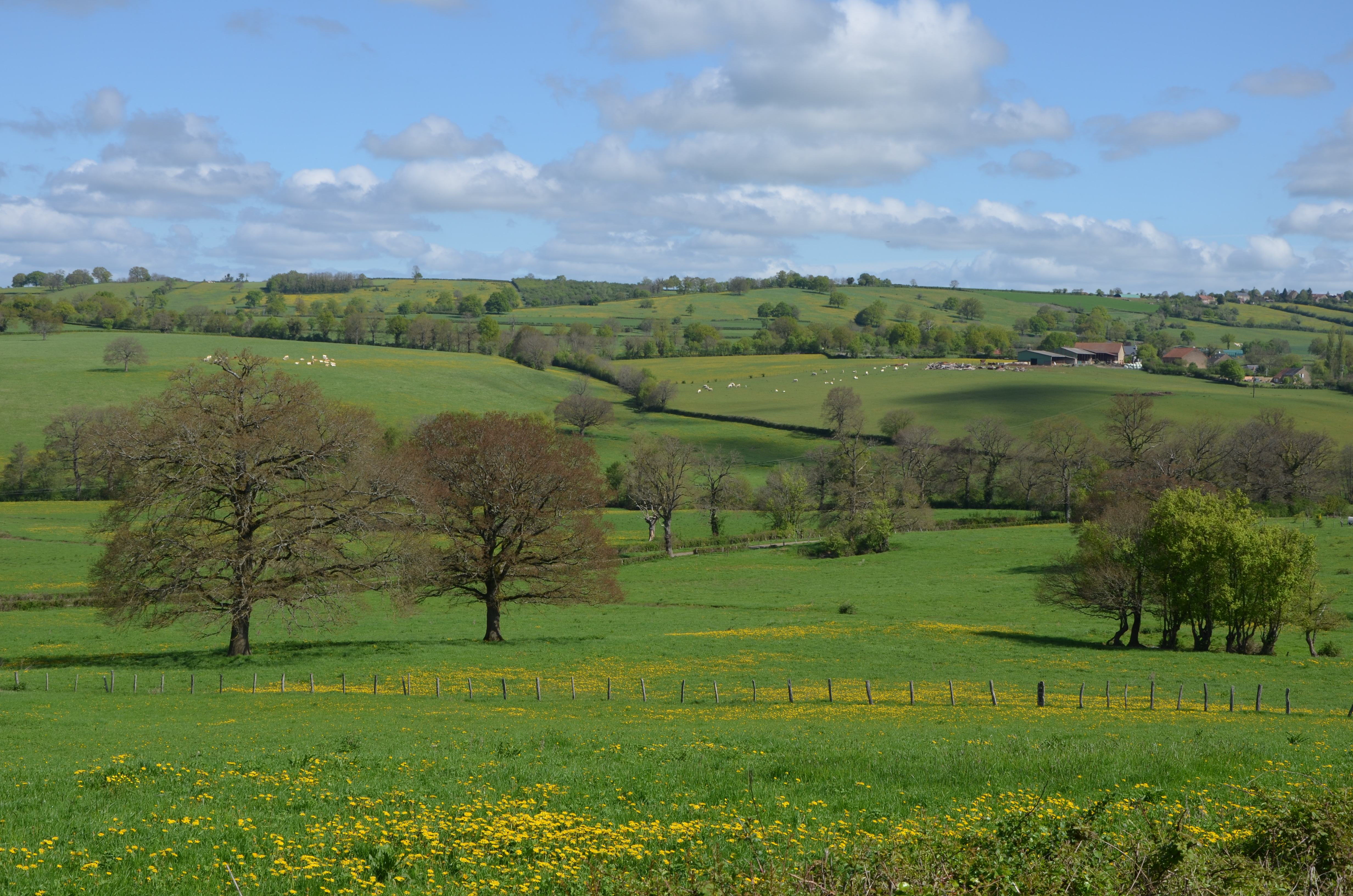
Corbigny se trouve au cœur d'une région d'élevage.

Corbigny est située au cœur d'une région d'élevage de bovins (charolais). La commune dispose d'un centre poly-artistique fondé au tournant du XXIe siècle et installé dans l'abbaye, monument historique. Corbigny comporte un vaste éventail de commerces ainsi qu'un marché aux enchères électroniques des bovins et ovins. Le commerce s'y maintient dynamiquement du fait de la présence nombreuse de résidents secondaires durant la période estivale. Une foire commerciale s'y tient tous les deuxièmes mardi du mois et attire un public nombreux venu des environs.
Au 31 décembre 2015 il existe 229 établissements dans la commune, employant au total 962 salariés : 13 appartiennent au secteur de l'agriculture (0 salarié), 12  à celui de l'industrie (131 salariés), 11 à celui de la construction (57 salariés), 148 à celui du commerce, des transports et des services divers (395 salariés) et 45 à celui de l'administration publique, de l'enseignement, de la santé, de l'action sociale (379 salariés).

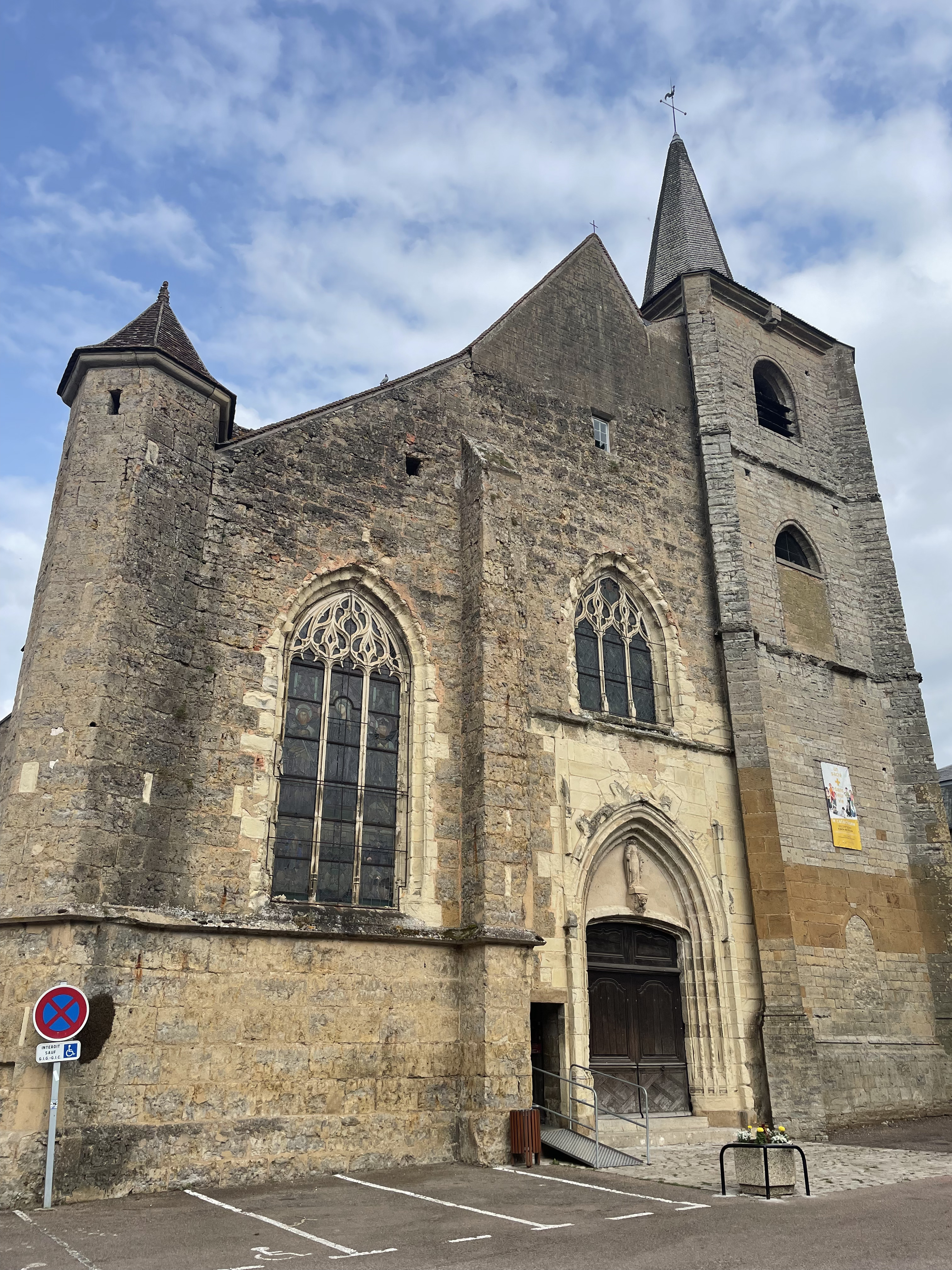
Façade de l'Église de Corbigny

## Lieux et monuments

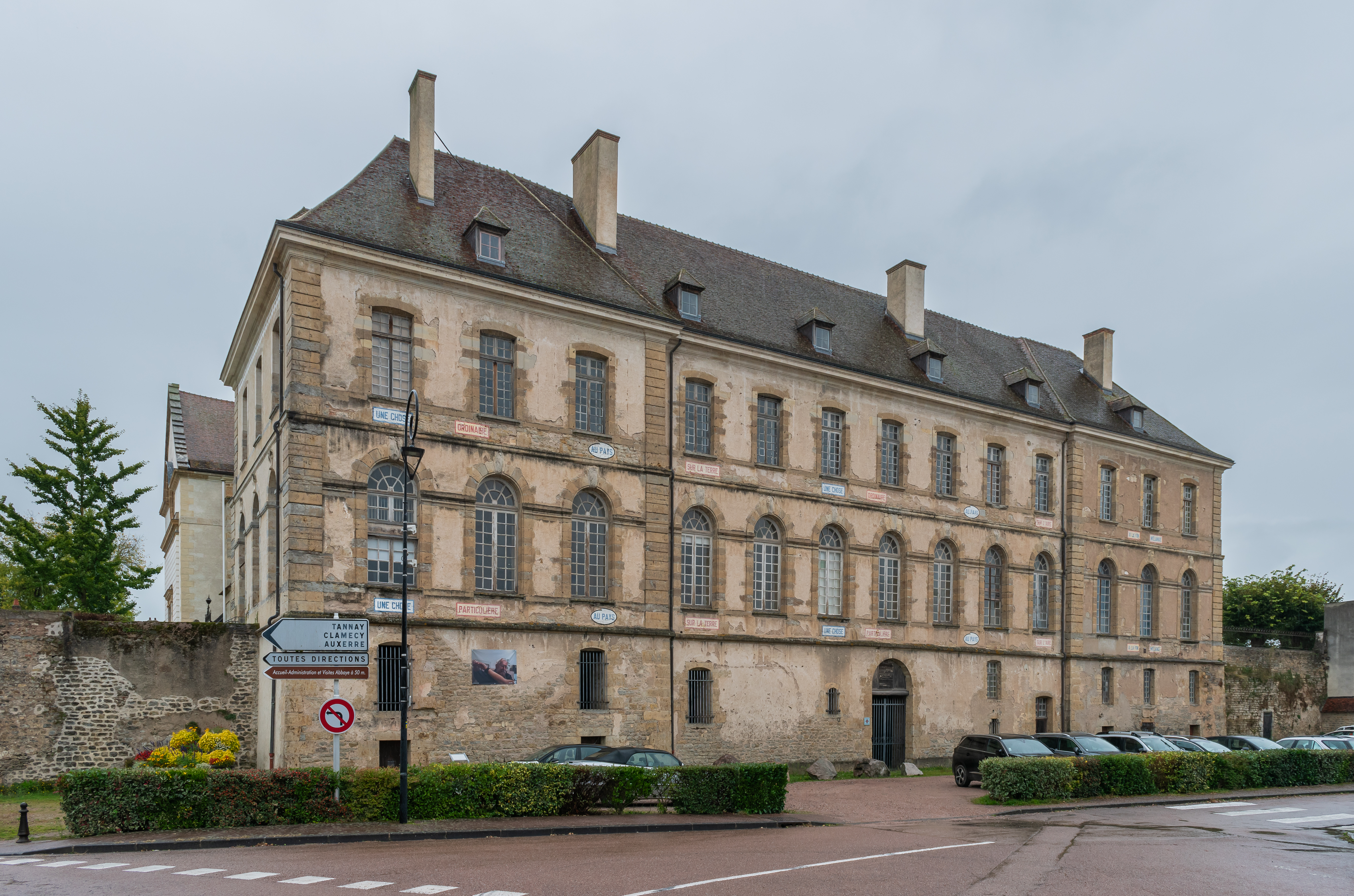
L'abbaye Saint-Léonard.

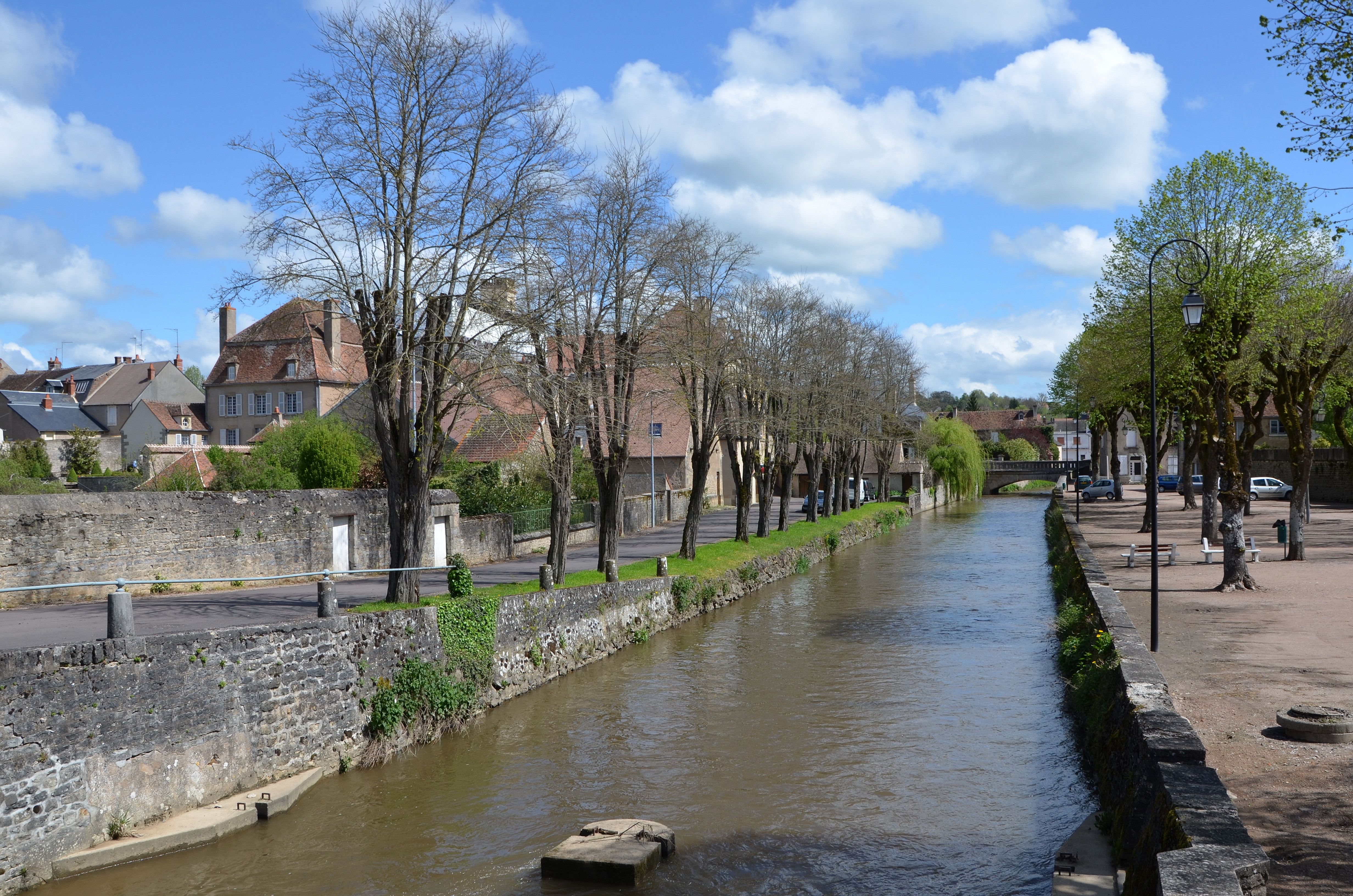
L'Anguison arrose le bourg.

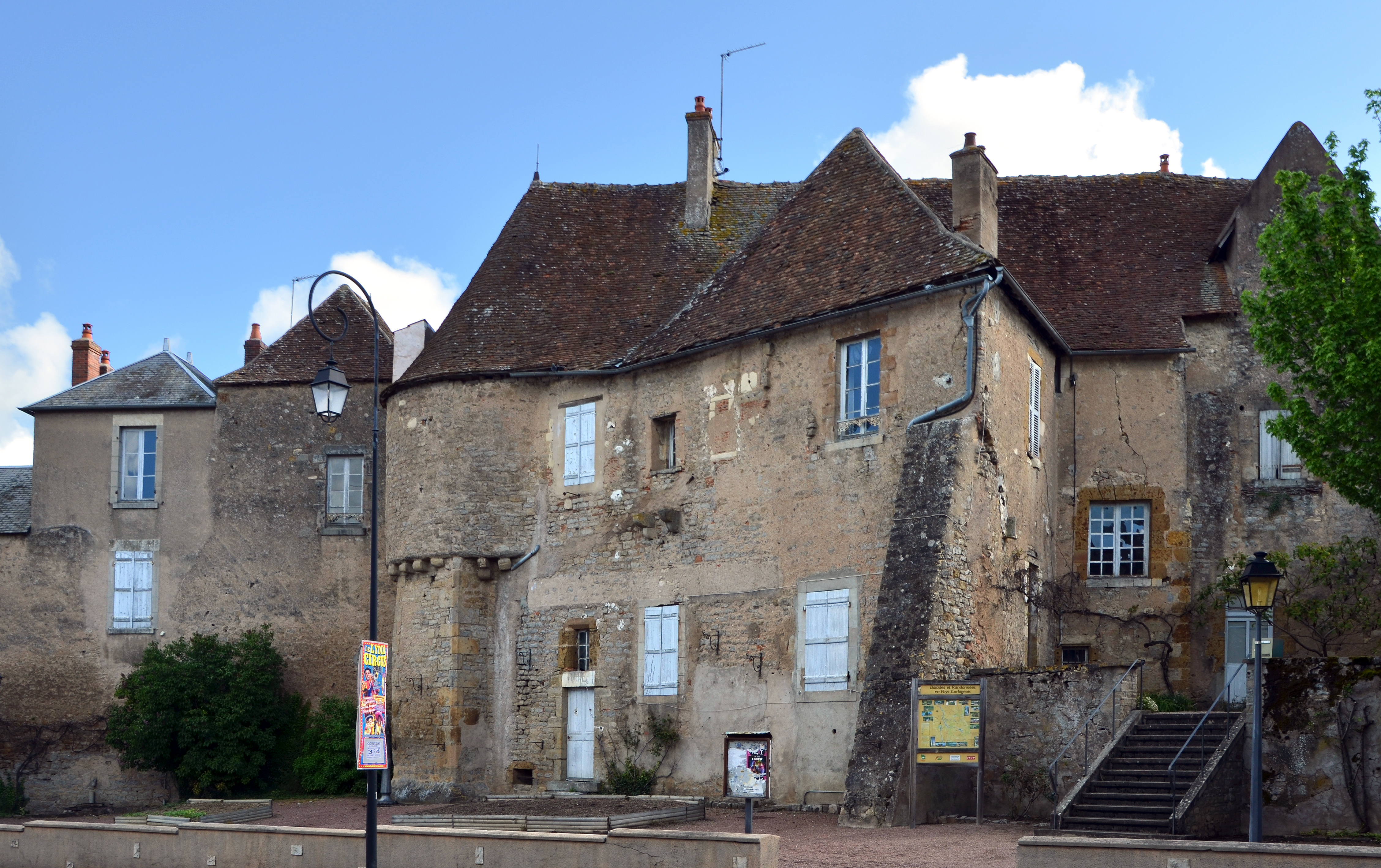
Vue de la ville.

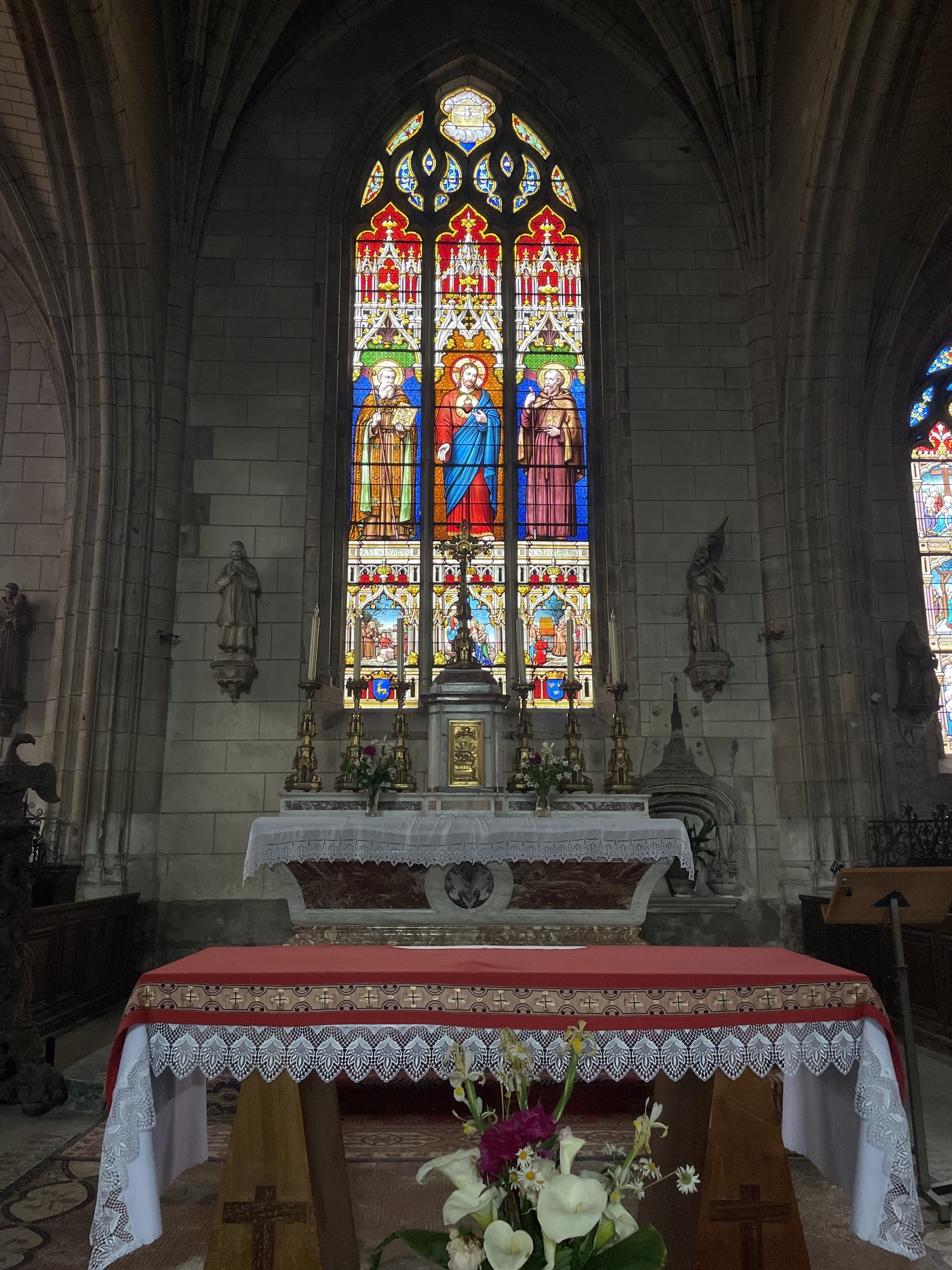
Autel de l'Église du village

### Religieux
- La ville possède une abbaye du XVIIIe siècle : l'abbaye Saint-Léonard de Corbigny. Elle accueille chaque été un festival de musique, « Les fêtes musicales de l'Abbaye » ;
- L'église Saint-Seine, de style gothique flamboyant à trois nefs, a été édifiée au début du XVIe siècle après plusieurs destructions d'une église primitive de 1134. Elle fut consacrée en 1537. Édifice composé d'une nef à chevet plat, sans transept, à piliers ronds, sans chapiteaux, elle comprenait trois chapelles dont une transformée en sacristie. À l'intérieur se trouve un lutrin de style Louis XV provenant de la chartreuse Sainte-Marie du Val Saint Georges, le maître-autel en marbre blanc et rose provenant de l'église abbatiale de Saint-Léonard. Elle possède vingt-deux stalles et deux bénitiers en fonte, dont un de 1584, classés monuments historiques, deux statues en bois polychrome représentant saint Seine et saint Augustin, des fonts baptismaux du XVIIIe siècle en marbre rose et en cuivre également classés, et un triptyque central représentant Le Sacré Cœur de Jésus en compagnie de saint Seine et de saint Léonard. Ouverte tous les jours[20] ;
- La chapelle de Sarre, au nord-est de la ville près de la fontaine Sainte-Agathe. Cette petite chapelle faisait partie du prieuré. Au XIIe siècle, après l'incendie de 1180, elle renferma les reliques de saint Léonard. Ce petit édifice, très humble, possède un autel en pierre qui aurait contenu les reliques du saint. Elle a fait l'objet, avec la fontaine, d'un pèlerinage dès le XIIe siècle.

### Civils
- En plein centre, derrière la Porte rouge, 7 rue de l'Anguison, Alter Ego / Musée des mondes imaginaires expose des œuvres peintes, écrites, fabriquées, assemblées... et un ensemble de 6 circuits ferroviaires à l'échelle du 1/87e irriguant le monde légèrement dystopique de la ReFeRe, dans l'esprit de l'art brut.
- À l'ouest de la ville se dresse le monument commémorant l'accident du Dewoitine D.332 Émeraude. Le 15 janvier 1934, l'Émeraude, de retour d'Indochine, est pris dans une tempête de neige et s’écrase à Corbigny. Les dix passagers, dont le pionnier de l'aviation Maurice Noguès et le gouverneur général de l'Indochine Pierre Pasquier, sont tués. L'avion venait d'établir un record de vitesse entre Paris et Saïgon.
Édifié en 1938, le monument commémoratif est constitué de quatre colonnes pointées vers le ciel adossées à une stèle inclinée. Sur celle-ci sont placés dix médaillons rappelant le nom de chacune des dix victimes. La stèle, large de vingt-six mètres, représente l'envergure de l'appareil ;
- La tuilerie de la Chapelle de Sarre : briqueterie-tuilerie à l'ancienne du XVIIIe siècle, sur la route de Cropigny à Corbigny, est la seule de la Nièvre à avoir fonctionné sans interruption ;
- La fontaine Sainte-Agathe : à proximité de la chapelle de la Sarre, elle faisait l'objet d'une vénération de la sainte et ses eaux passaient pour procurer du lait aux nourrices. Un pèlerinage important y avait lieu tous les ans dès le XIIe siècle ;
- La gare de 1871 ;
- À la mairie : deux chapiteaux romans en pierre sculptée  Classé MH (1907) et  Classé MH (913).

## Transports
La ville dispose d'une gare de la SNCF desservie par une liaison directe bi-quotidienne avec Paris-Bercy via Auxerre. La gare est désormais le terminus de la Ligne de Clamecy à Gilly-sur-Loire dont la fraction au-delà de Corbigny n'est plus exploitée.
La ville est traversée :
- d'ouest en est par la Transmorvandelle RD 977bis qui relie Prémery à Saulieu ;
- du nord au sud par la Route Buissonnière RD 985 (ex-RN 485).

### Le tacot du Morvan
Au début du XXe siècle, la commune était desservie par une des lignes du tacot du Morvan : le chemin de fer de Corbigny à Saulieu. Sa gare, terminus de la ligne de 1901 à 1903, était située aux côtés de la gare de la liaison PLM. Ce terminus marquait le départ du calcul des points kilométriques de la ligne ; la gare était donc située au PK 0. Le trafic voyageurs fut stoppé le 15 mars 1939.

## Personnalités liées à la commune
- René-Nicolas Sergent, né à Corbigny en 1802 et décédé à Clermont-Ferrand en 1871, évêque de Quimper et Léon de 1855 à 1871.
- Frédéric Lévy (1811-1894), homme politique du Second Empire, est né à Corbigny ;
- Hippolyte Lavoignat (1813-1896), graveur et peintre ;
- Charles Martin (1815-1901), magistrat, homme politique né à Corbigny, député de la Nièvre de 1871 à 1876.
- Édouard Pail, peintre, né à Corbigny en 1851 et mort à Paris en 1916. Ses œuvres sont conservées aux musées de Nevers et de Clamecy[21] ;
- Maurice Étienne Legrand, connu sous le pseudonyme de Franc-Nohain (1872-1934), né à Corbigny, poète, humoriste et journaliste. Il est le père de Jean Nohain, animateur de télévision française, et de l'acteur Claude Dauphin ;
- Jehan Faulquier (1910-1984), gérant d'une tuilerie à Corbigny, conseiller général du canton de Corbigny pendant plus de vingt ans, il bat François Mitterrand aux élections législatives de 1958.
- Noël Berrier (1914-1986), médecin, maire de Corbigny, sénateur socialiste et président du conseil départemental de la Nièvre. Le collège de Corbigny, inauguré le 30 juin 1984 par François Mitterrand, porte son nom.
- Henri Laville, né à Corbigny en 1915 et mort en 1958 à Yzeure (Allier), écrivain ;
- Octave Gélinier, né à Corbigny en 1916 et mort en 2004, économiste et auteur ;

### Héraldique
| Blason | Blasonnement : D'azur à trois corbeilles d'or. |

Depuis le Moyen Âge, les « trois corbeilles d'or sur fond d'azur » de son blason affirment avec persistance la vocation commerçante de Corbigny.

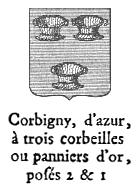
Version encyclopédique.